# Nikolaï Tchikhatchev
Pour les articles homonymes, voir Tchikhatchev.
Nikolaï Matveïevitch Tchikhatchev, ou Tchikhatchov, (en russe : Николай Матвеевич Чихачёв), né le 29 avril 1830 à Dobryvitchi, village de l'ouyezd de Bejanits, dans le gouvernement de Pskov, mort le 15 janvier 1917 à Petrograd, est un amiral, adjudant-général et homme d'État russe.

## Famille
Fils du capitaine de 2e classe Matveï Nikolaïevitch Tchikhatchev.
Nikolaï Matveevitch Tchikhatchev épousa la baronne Evguenia Fiodorovna Korf.
Neuf enfants furent issus de cette union :
- Nikolaï Nikolaïevitch Thikhatchev (1859-)
- Evguenia Nikolaïevna Tchikhatcheva (1861-)
- Alexandre Nikolaïevitch Tchikhatchev (1864-)
- Sofia Nikolaïevna Tchikhatcheva (1868-)
- Ekaterina Nikolaïevna Tchikhatcheva (1870-)
- Vera Nikolaïevna Tchikhatcheva (1871-1953)
- Anna Nikolaïevna Tchikhatcheva (1872-)
- Natalia Nikolaïevna Tchikhatcheva (1874-)
- Dmitri Nikolaïevtch Tchikhatchev (1876-1919).

## Biographie
- 1848 - Nikolaï Matveevitch Tchikhatchev sortit diplômé du Corps naval des Cadets ;
- 1848-1849 -  Il navigue en tant que garde-marine, en mer du Nord, à bord du Lefort et de la frégate Tsetsera, puis au grade d'adjudant sur la frégate Archimède ;
- 1850-1851 - A bord de la corvette Olivoutsa il quitta le port de Kronstadt pour une expédition en mer d'Okhotsk ;
- 1851-1853 - Il fut l'un des membres d'équipage de l'expédition de Guennadi Ivanovitch Nevelskoï (1813-1876), pendant laquelle des études hydrographiques furent effectuées dans la région basse du fleuve Amour et de la rivière Amgoun (l'un des affluents du fleuve Amour), une description des côtes de la région de Castries fut également accomplie ;
- 1853 - Nikolaï Matveevitch Tchikhatchev fut promu au grade lieutenant de marine ;
- 1853-1854 - En qualité d'officier il servit sur le schooner Vostok. Il participa à la description de la côte de l'île Sakhaline, à la recherche de gisement de charbon, et de l'ouverture du détroit de Nevelskoï (détroit de la mer d'Okhotsk situé entre le continent Eurasie et l'île de Sakhaline) ;
- 1854 - Il servit à bord de la corvette Olivoutsa en qualité d'officier supérieur ;
- Juillet 1855 - Il fut nommé commandant de la corvette Olivoutsa ;
- Décembre 1856 - Nikolaï Matveevitch Tchikhatchev fut nommé chef d'état-major de la flottille de Sibérie naviguant sur le fleuve Amour ;
- 1857 - Il exerça le commandement à bord de la corvette Amerika. Il entreprit une expédition en Chine, des cartes des îles Vladimir et Olga dans le détroit de Tatarie furent établies ;
- 1857 - Au grade de Kapitan 3-go ranga, il exerça le commandement à bord des navires de transport Irtych et Dvina ;
- 1859 - Il fut le commandant de la corvette Bol ;
- 1860 - Il exerça le commandement à bord de la frégate à vapeur Svetlana, il fut également l'aide de camp du grand-duc Constantin Nicolaevitch de Russie ;
- 1862-1876 - Directeur de la Société de la navigation et du commerce (ROPIT) ;
- 15 octobre 1867 - Nikolaï Matveevitch Tchikhatchev fut élevé au grade de contre-amiral ;
- 1877-1878 - Il prit part à la guerre russo-turque, sur mer, il participa à la défense d'Odessa ;
- 1880 - Nikolaï Matveevitch Tchikhatchev fut promu vice-amiral ;
- 1884 - Il reçut le commandement des forces navales de la Russie impériale ;
- 28 novembre 1888-13 juillet 1896 - Nikolaï Matveevitch Tchikhatchev occupa les fonctions de ministre de la Marine impériale de Russie ;
- 1892 - Il accéda au grade suprême  d'amiral de la Marine impériale de Russie ;
- 1893 - Il fut nommé adjudant-général ;
- 1896 - Il fut admis à siéger au Conseil d'État ;
- 1900-1906 - Au Conseil d'État, il fut nommé président du Département de l'Industrie, des Sciences et du Commerce ;
- 15 janvier 1917 - Décès de Nikolaï Matveevitch Tchikhatchev, il fut inhumé dans son domaine situé dans le village de Dobryvitchi, du district de Bejanits, dans le gouvernement de Pskov.

## Distinctions
Outre les diverses décorations de la Russie impériale, il reçut l'Ordre de la Légion d'honneur, des distinctions du Danemark et de la Prusse.

## Lieux portant son nom
- Île Tchikhatcheva : île située dans le détroit de Corée ;
- Île Tchikhatcheva : île située dans la mer du Japon ;
- Citoyen d'honneur de la ville d'Odessa ;
- Rue Nikolaï Tchikhatchev : Artère située dans la ville de Barnaoul (Sibérie occidentale).

## Sources
- (ru) Cet article est partiellement ou en totalité issu de l’article de Wikipédia en russe intitulé « Чихачёв, Николай Матвеевич » (voir la liste des auteurs).